# Xin'an (köping i Kina, Guizhou)
Xin'an (kinesiska: 新安, 新安镇) är en köping i Kina. Den ligger i provinsen Guizhou, i den sydvästra delen av landet, omkring 210 kilometer sydväst om provinshuvudstaden Guiyang. Antalet invånare är 71420. Befolkningen består av 34 939 kvinnor och 36 481 män. Barn under 15 år utgör 22,0 %, vuxna 15-64 år 69 %, och äldre över 65 år 7,0 %.